# Cihuatán
Cihuatán es un sitio arqueológico prehispánico de El Salvador ubicado en la jurisdicción del distrito de Aguilares, municipio de San Salvador Norte del departamento de San Salvador; que consiste en las ruinas de una ciudad que fue construida por el año 900 o 950 d. C., y destruida y quemada por el 1200 d. C..
Sus habitantes habrían sido indígenas mayas; aunque también es posible que hubiera otros grupos étnicos en la ciudad, sobre todo en la nobleza, que probablemente sería de origen nahua (no relacionados con los pipiles del posclásico tardío) como lo señala la arquitectura y los artefactos hallados, que muestran enlaces fuertes con el centro de México, y probablemente las tierras altas mayas de Guatemala, así como relaciones con las poblaciones de Nicaragua y Costa Rica.
Las estructuras del centro de la antigua ciudad, así como parte del área residencial al sur y este del centro monumental, se encuentran en un parque arqueológico que es co-administrado por el Ministerio de Cultura y la Fundación Nacional de Arqueología de El Salvador; y cuyas instalaciones contienen un museo del sitio, sanitarios, área de pícnic y un sendero interpretativo.

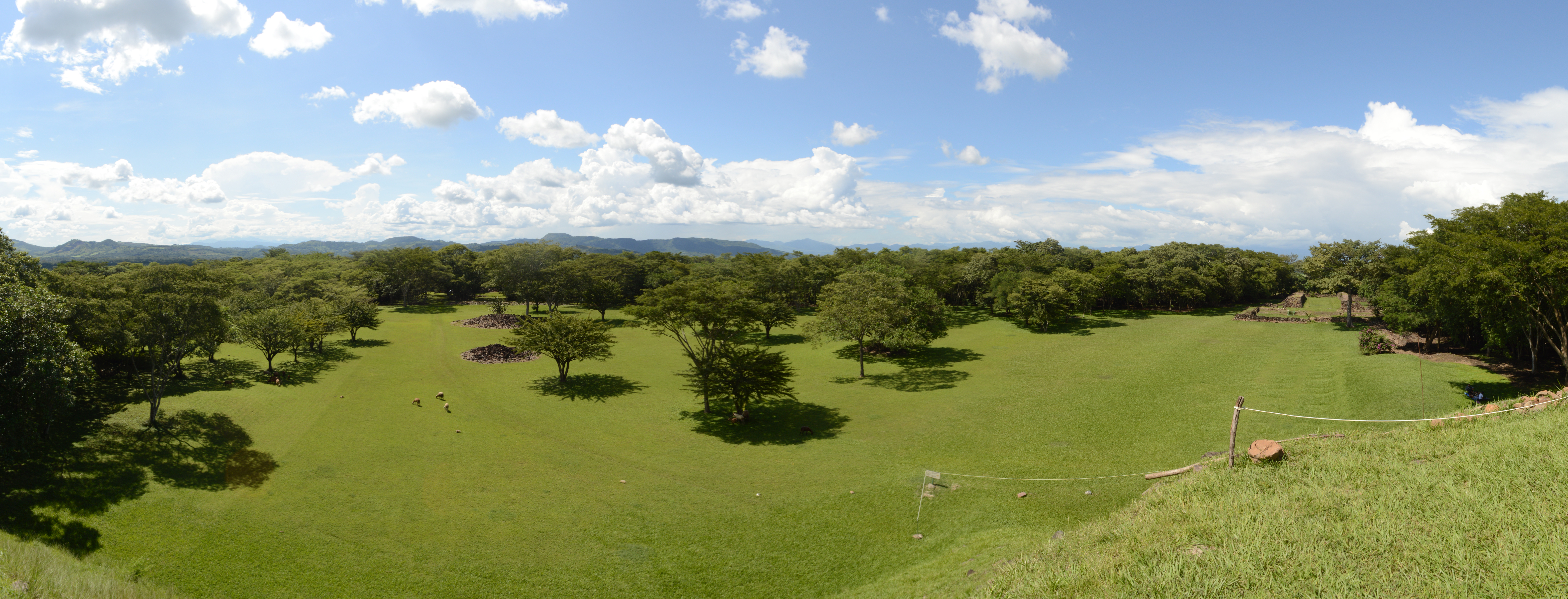
Vista desde la Pirámide principal

Cihuatán y otros sitios precolombinos fueron declarados Monumentos Arqueológicos Nacionales mediante Decreto Legislativo N.º 508, del 6 de mayo de 1976, publicado en el Diario Oficial N.º 95, Tomo N.º 251, del 24 de mayo de 1976.

## Ubicación y descripción del sitio
Cihuatán es considerado como uno de los mayores sitios arqueológicos de El Salvador, contando con una extensión estimada de 298 hectáreas (426 manzanas) lo que equivale a unos 3 kilómetros cuadrados; mientras que el parque arqueológico (que abarca el centro de la ciudad o centro monumental y un amplio sector de la zona residencial al sur del centro monumental) comprende un área de 71.8 hectáreas (102.7 manzanas). Contando con una elevación que varía entre 265 y 325 metros sobre el nivel del mar.
El sitio se encuentra en las cercanías del volcán Guazapa, en un área delimitada por el río Acelhuate y la quebrada Izcanal (hacia el oriente y poniente respectivamente); encontrándose la mayor parte del sitio encima de la Loma de Cihuatan, existiendo prolongaciones importantes hacia el sur y el noroeste (hasta el cerro San Dieguito). Fuera de esos límites se conocen 5 sitios (hoy parcial o totalmente destruidos debido al crecimiento urbano, destrucción por la agricultura o extracción de arena) que habrían sido comunidades directamente subordinadas o suburbios de la ciudad, y que fueron denominadas como: El Tempate, Entrecañales (ambos ubicados al oriente del río Acelhuate), Las Pampas (ubicado en una zona plana al sureste del centro de la ciudad), San Francisco Zacatonal (ubicado a 1.5 kilómetros al sur de los límites de la ciudad), y Carranza (a 500 metros de San Francisco Zacatonal).
Existen menciones indirectas del sitio en el siglo XIX, cuando era parte del municipio de Guazapa (de donde más adelante se formaría el de Aguilares), y al parecer la gente del lugar ya lo conocía con su nombre actual, ya que así lo documenta el viajero austriaco-americano Simeón Habel a mediados de 1860. El primer plano del sitio sería realizado por Samuel Lothrop en 1925; pero sería Antonio E. Sol quien realizaría las primeras excavaciones oficiales en 1929, por lo que en su honor le fue dado su nombre al museo del parque arqueológico y a la plaza del Centro Ceremonial Poniente (en el centro monumental).
Las ruinas del sitio originalmente se ubicaban en la hacienda San Diego (que es mencionada por el arzobispo de Guatemala Pedro Cortés y Larraz en 1773) que en la década de 1950 fue partida en 4 haciendas menores (San Diego, San Dieguito, Siguatan o Sihuatan, y Pixishapa). En 1953 el gobierno de El Salvador le compró a José María Peralta 10.5 hectáreas de la hacienda Sihuatán, pertenecientes al centro monumental (en específico lo que es el Centro Ceremonial Poniente); a la par de ello iniciarían las investigaciones de Stanley Boggs, quien introduciría la nomenclatura utilizada por investigadores posteriores (de nombrar las estructuras del Centro Ceremonial Poniente un número consecutivo precedido por una letra P; y las del Centro Ceremonial Oriente por una O). Posteriormente, en 1994 las hijas de Peralta le vendieron al gobierno el resto de hectáreas que actualmente conforman el parque arqueológico.
A partir del 2011, la Fundación Nacional de Arqueología de El Salvador (FUNDAR) introduciría un nuevo sistema de nomenclatura para las estructuras del sitio, que conservaría las designaciones "P" debido a aparecer en numerosas publicaciones, siendo las estructuras nombradas por el cuadrado en el que se encuentran en una cuadrícula de 500x500, modificada para el sitio por la limitante antes mencionada. Con ello, los límites del sitio quedarían incluidos en los cuadros de la I a la Z, quedando el centro de la ciudad en los cuadrados P, Q y U.

## Estructuras del Centro monumental

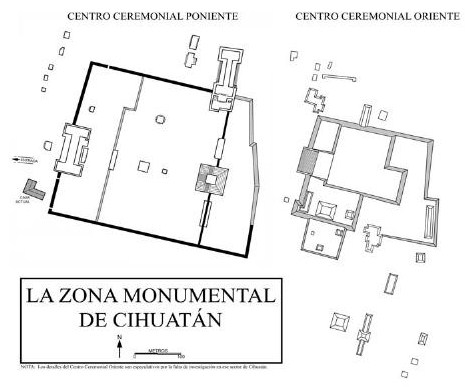
Plano del Centro monumental de Cihuatan que muestra algunas de las estructuras destacadas del sitio.

El centro de la ciudad se ubica aproximadamente a 3 kilómetros de Aguilares; cuenta con unas 167 estructuras; y se divide en la Terraza Poniente (la cual tenía diferentes funciones, siendo uno de ellas posiblemente la de mercado principal de la ciudad), el Centro Ceremonial Poniente y el Centro Ceremonial Oriente (donde se encuentra la acrópolis coronada por el tecpán o palacio real).
La arquitectura monumental del sitio muestra la forma típica de la arquitectura mesoamericana, tanto de las culturas del área maya como del centro de México, estas formas incluyen: la pirámide escalonada; plataformas bajas y rectangulares, que podrían ser la base para templos; estructuras alargadas bajas, que probablemente tenían una función cívica; juego de pelota en forma de «I», algunos con estructuras adicionales adyacentes; y estructuras especializadas como adoratorios
(plataformas bajas con 4 escalinatas), templos circulares que estarían dedicados a Quetzalcoatl-Ehécatl, baños sauna (temazcal), y una muralla masiva (específicamente circundando el Centro Ceremonial Poniente).
Todas las estructuras fueron construidas de forma similar, con un núcleo o muro de contención hecho de piedras sin trabajar o ligeramente trabajadas (recogidas de la propia Loma) que a medida que incrementaba el tamaño de la construcción se llenaba con tierra (aparentemente apelmazadas o depositadas como lodo) y piedras en bruto (muchas de ella de tamaño considerable); la mayoría de las estructuras tenían una escalinata (3 en caso de la pirámide principal P-7), a menudo con alfardas relativamente anchas en las proporciones del estilo talud-tablero típico del posclásico temprano. Muchas de las estructuras fueron terminadas con un revestimiento de losas delgada de toba volcánica (localmente conocida como talpetate) o con losas y bloques de talpuja (un material que aparenta ser ceniza volcánica blanca); otra opción era recubrir las superficies inclinadas o superficiales con piedra pómez colocadas en un mortero de tierra; algunos revestimientos llevaban un acabado final de estuco elaborado con conchas de mar quemadas (algo que aparentemente estaba reservada para las viviendas de la élite y la pirámide principal), que ocasionalmente se lo encuentra con restos de pintura roja conservados.
La parte superior de las estructuras era, por lo general, terminada con un piso hecho de andesita bruta (específicamente andesita basáltica o basalto andesítica, que es una piedra natural de la loma de Cihuatán), o guijarros de pómez, u ocasionalmente con lajas. Es muy posible que todas o la mayoría de las plataformas tuviesen una superestructura hecha de material perecedero; como lo demuestran los hallazgos comunes de suelos de bahareque quemado y pisos de barro quemado en las excavaciones.

### Terraza Poniente
La Terraza Poniente, como su nombre indica, se encuentra al extremo poniente del centro de la urbe; y consiste en una amplia zona nivelada que comienza aproximadamente en la extensión sur del muro del centro ceremonial y se extiende hasta unos 100 metros al norte del límite norte del Centro Ceremonial Poniente propiamente dicho; midiendo unos 450 metros de norte a sur y unos 50 metros de este a oeste (excepto en su extremo norte, donde se encuentra un área que conduce a la terraza donde se encuentran las estructuras P-1 y P-2); y encontrándose bordeada por una hilera de pequeñas plataformas.
En esta zona se encuentran las estructuras P-15, P-16, P-17, P-18, P-19, P-20, P-21, y P-22; y anexo a ellas, al sur, se encuentran las estructuras P-32, P-33, P-34, y P-35. Las cuales son, en su mayoría, plataformas bajas (con una altura que oscila entre 0.80 y 1.50 metros aproximadamente), más o menos rectangulares, y que aparentemente tenían en su cima una superestructura hecha de material perecedero.
Gracias al informe de Stanley Boggs sobre el saqueo llevado a cabo por Alfonso Hueso Córdova en la década de 1960 y a las investigaciones arqueológicas llevadas a cabo en la década de 1970 por Gloria Hernández, Earl Lubensky, William Fowler, y Karen Olsen Bruhns, se conoce que las estructuras P-15, P-17, P-18, P-19, P-20, P-21 y P-22 tendrían un uso ceremonial. De estas estructuras: las mejor estudiadas han sido las estructuras P-20 y P-22, por Hernández, Lubensky, y Bruhns; mientras que P-17 y P-19 fueron levemente investigadas por Fowler; y P-15 y P-21 sufrieron saqueo por Huezo Córdoba.
La estructura P-20 es una pequeña estructura cuadrangular, cuya cima había sido saqueada antes de las excavaciones; se sitúa cerca del juego de pelota poniente, y mide 11.45. metros en los lados norte y sur, 11.60 metros en el este y 12.90 metros en el oeste; posee una escalinata con alfardas en su lado oeste; y en sus excavaciones se encontraron fragmentos de un gran incensario quebrado sobre sus gradas que evidencian la repentina destrucción de la ciudad. En cambio, P-22 es una estructura cuadrada, en el límite norte de esta zona, que antes de su excavación había sido dañada por el arado y había sufrido saqueos; cada uno de sus lados mide 6 metros, y tiene una altura de 1 metro; tenía una escalinata en su lado oeste; y en ella se encontraron pocos tiestos de cerámica (incluyendo los pedazo de dos incesarios rotos en su escalinata al final de la ocupación de la ciudad) y una inusual cantidad de cuchillos de obsidiana que incluyen escamas de desecho y fragmentos de cuchillos prismáticos, así como un cuchillo de cristal de cuarzo, un cuchillo de cuarcita blanco y 3 guijarros no modificados de pedernal rojo.
La estructura P-16, estudiada por Bruhns, era diferente a las demás, siendo una plataforma baja larga (con un perímetro de 10.60 x 5.30 metros) ubicada cerca de la esquina noroeste de la muralla del Centro Ceremonial Poniente; es más grande que la mayoría de las casas pero cuya excavación reveló que tenía la misma función, ya que en ella se encontraron desechos domésticos ordinarios; además, al extremo sur de la estructura se encontró un taller de obsidiana (que al parecer se especializaba en herramientas para el trabajo de madera) y que posiblemente también se dedicaba a la fabricación de chicha de maíz.
Las estructuras P-32, P-33, P-34 y P-35 fueron descubiertas en el año 2006, cuando se hacía el reconocimiento para evaluar el nuevo estacionacionamiento del parque arqueológico al oeste de la casa del museo del sitio. De estas estructuras: P-32 es una plataforma baja, de probablemente función doméstica, cuya porción visible tiene forma de «L», y que está delimitada por piedras pequeñas de un diámetro de 20 a 30 centímetros; P-33 es un muro de terraza al oeste del anterior, que proporcionaba un espacio plano a los habitantes de la casa, y que tiene un largo actual de aproximadamente 10 metros y que está conformado por piedras medianas a grandes (de unos 30 a 50 centímetros de diámetro); P-34, serían los vestigios de una plataforma doméstica muy pequeña, que tal vez era parte de un conjunto doméstico mayor, y que se presenta actualmente como una hilera de piedras pequeñas con unos 4 metros expuestos; y P-35, que era la de mayor tamaño, serían los restos de una edificación religiosa relativamente pequeña que en la actualidad presenta un aspecto redondeado debido a la erosión, midiendo 10 metros de diámetro con una altura de aproximadamente 0.5 a 0.8 metros.

### Centro Ceremonial Poniente

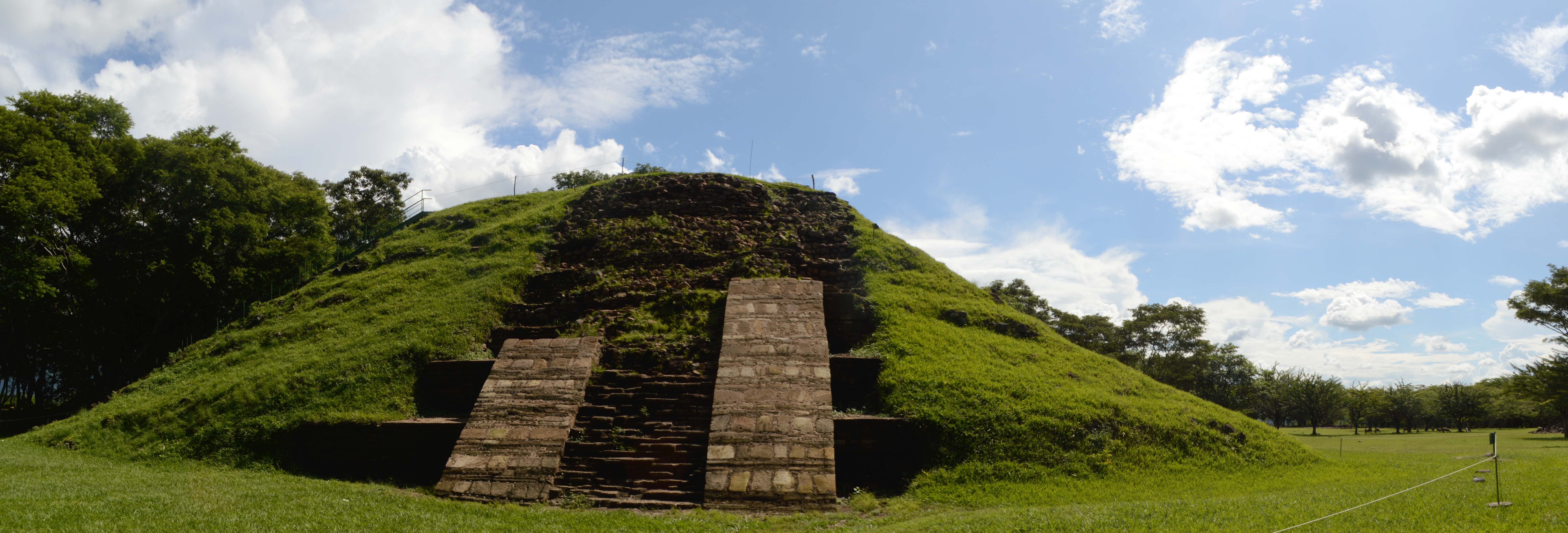
Pirámide Cihuatan

El Centro Ceremonial Poniente, es donde se han realizado la mayoría de investigaciones. Sus estructuras son nombradas con la letra P; comprendiendo en total unas 39 estructuras (quitando los de la terraza poniente antes mencionadas) que incluyen dos juegos de pelota (denominados juego de pelota norte y juego pelota poniente), la pirámide principal (P-7), un posible palacio (al sureste de la pirámide principal, conocido como «Patios Surestes»), así como varias otras estructuras que serían plataformas que tendrían alguna función religiosa, muy probablemente templos cuya función se desconoce por falta de evidencia producto del deterioro o saqueo que habría sufrido la estructura. Por otro lado, este centro ceremonial se encontraba, por lo menos parcialmente, pavimentado con elementos volcánicos de piedra altamente vesicular de colores que oscilan entre el negro, gris, y gris rojizo.
Las estructuras de la P-1 a la P-14 fueron mapeadas por Stanley Boggs en la década de 1950. El resto de estructuras, si bien había algunas que se tenía cierto conocimiento de ellas, serían complementamente mapeadas y nombradas por FUNDAR en el 2011.

#### Muralla circundante
La mayor parte de este centro ceremonial se encuentra dentro de un recinto amurallado (que cubre un área aproximada de 8 hectáreas) que fue construido en uno de los dos puntos altos de la Loma, y que fue nivelado depositando grandes cantidades de relleno (probablemente removiendo porciones más altas del terreno). Su función primordial sería la de delimitar el espacio sagrado (la Plaza Sol, que se verá con detalle más abajo) y su entorno; y también serviría como muro de contención para el relleno que se depositó en el extremo oeste del recinto para nivelar su interior.
La muralla cubre los lados sur (parte que es denominada P-46), poniente (que está dividido en 2 segmentos por el juego de pelota de esa zona, siendo el segmento sur denominado P-47, y el norte P-48), y el lado norte del recinto (denominado P-49, que abarca hasta el límite del juego de pelota norte); mientras que en el lado este, se encuentra un corto segmento de muralla (denominado P-43) que se integra a una alta terraza.
El tramo de mayor altura actual de la murralla, se encuentra en la esquina noroeste y mide dos metros de alto; mientras que en su altura menor, en el lado norte, es inferior a un metro, habiendo además un escalón que se extiende a lo largo de ese lado y el occidental, y en el lado sur la muralla está mucho más baja; mientras que la muralla norte es escalonada y está fuertemente construida de piedra bruta y mortero de tierra.
Tanto el lado norte como el segmento sur del lado poniente cuentan con una serie de drenajes para evacuar el agua del Centro Ceremonial; estos podían estar construidos de piedras naturales formando un canal, o hechos de grandes tubos de cerámica (con ensamblaje macho/hembra como los actuales). Gloria Hernández en sus excavaciones de los años 1970 encontró un drenaje de piedras naturales en la muralla norte y dos de tubos de cerámica en el segmento sur de la muralla poniente. En el 2010, debido a las tormentas invernales, se supo que uno de esos drenajes, ubicado al surponiente, todavía funciona.
Las únicas entradas al recinto se han encontrado en el lado sur, donde se han encontrado 2 entradas originales. Una es una brecha en la muralla que fue cuidadosamente construida. Mientras que la otra es una escalinata ancha que conducía a la alta muralla en el suroeste, que llevaba a las personas hacia una pequeña plataforma rectangular y baja adosada a la muralla que es denominada P-23; la cual está ubicada a unos 27.7 metros de la esquina sureste de la muralla, mide 5.1 x 4.9 x 5.2 metros, pudo haber funcionado como garita, y en el 2013 se descubrieron en ella al menos 6 representaciones de felinos (jaguares o pumas) y 2 incensarios. Por otro lado, también hay una posible entrada al norte del juego de pelota poniente, donde se observa cierta evidencia de gradas y un pasillo por la muralla.

#### Juegos de pelota y estructuras anexas

##### Juego de pelota norte

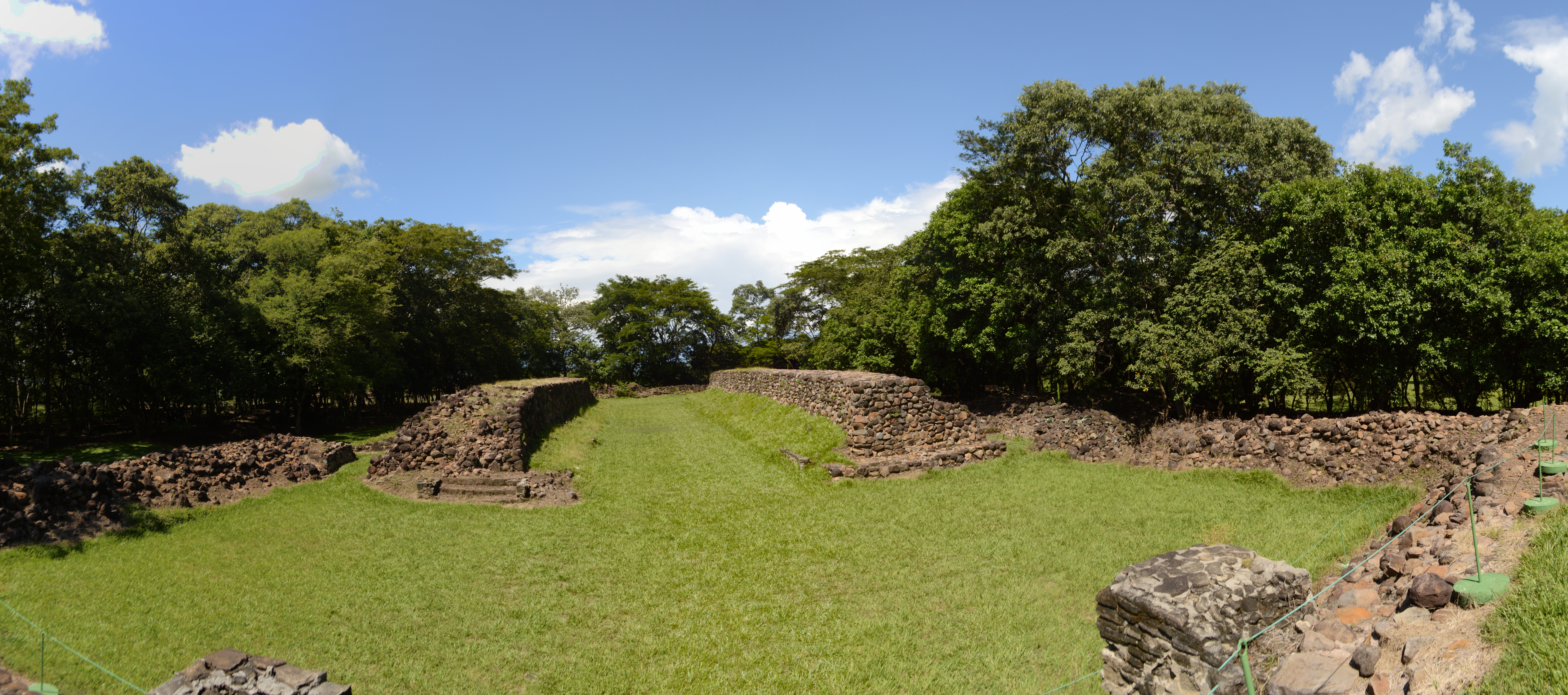
Juego de pelota norte

El juego de pelota norte se encuentra delimitado en su mayor parte por las estructuras P-3 y P-4, de donde a su vez partían los muros que delimitaban el resto de la cancha, que contaba con un piso empedrado. Ambas edificaciones contaban con graderías al exterior (un rasgo universal de las canchas del posclásico) que permitían el acceso de los espectadores, mientras que en el interior de la cancha tenían una banca y más arriba un talud (lo cual era hecho así para que la pelota de caucho rebotase hacia arriba); y estaban revestidas de toba tanto por dentro como por fuera de la cancha.
Al sur de este juego pelota y anexo a este, se encuentra la estructura P-5, una plataforma con dos áreas anexas (a la izquierda y derecha respectivamente), que da acceso al juego de pelota por el sur, y que cuenta con escalinatas en sus lados sur y norte (en el caso de este último, para bajar a la cancha) y un patio enfrente (de cuyo límite parte, cerca la esquina sureste, parte el segmento de muralla P-50); cuyos muros y gradas están hechos de andesita revestido de talpetate y/o talpuja. A la izquierda se encuentra P-5-1, un baño sauna (temazcal) que tenía una planta cuadrada con irregularidades, midiendo cada lado aproximadamente 5.20 centímetros; y que contaba en su interior con: un tubo cuadrado de cerámica, que fue descubierto por Antonio Sol en 1929, y con un canal de drenaje (que se origina en su centro y evacua debajo de la entrada) de aproximadamente 21 centímetros de ancho y 198 centímetros de largo, hecho de andesita; sirviendo probablemente para el tratamiento de los golpes en los jugadores del juego de pelota, quienes recibían severos golpes al jugar con una dura pelota de caucho; este es uno de los pocos temazcales anexos a un juego de pelota que se han encontrado en Mesoamérica. En medio, sobre la plataforma, se encuentra P-5-2, donde Sol encontró más de 20 esculturas de felinos (jaguares o pumas) hechas de cerámica y de 50 centímetros de alto, por lo que él lo denominó como el «Templo de los ídolos». Finalmente a la derecha, P-5-3 vendría a ser un pequeño cuarto, posiblemente sin revestimiento de toba, que probablemente serviría como desvestidero y bodega para el equipo de los jugadores.
Al poniente del juego de pelota norte, y fuera del recinto amurallado, se encuentran en línea vertical (de norte a sur) las estructuras P-1 y P-2; ambas comparten varios rasgos como: contaban con una escalinata en el lado poniente, tenían evidencia de columnas en su entrada y de paredes de bahereque, y probablemente estaban dedicados al culto de Xipe Totec (un patrono de la guerra y los guerreros). La estructura P-1 es una plataforma rectangular, cuya cima estaba empedrada con piedra pómez y tenía canales de desagüe. En cambio, la estructura P-2 se destaca por tener una forma de T, una forma nueva y típica de Cihuatan (aunque existen versiones algo diferentes al noroeste de la región maya y en el centro de Mesoamérica), teniendo además pisos de talpuja y una banca (un probable altar) de piedra en el centro del lado oriente de su cima; en las excavaciones llevadas a cabo por William Fowler en la década de 1970 se encontraron evidencia de quema y abandono repentino, incluyendo un incensario quebrado.

##### Juego de pelota poniente
El juego de pelota poniente está delimitado por las estructuras P-13 y P-14, esta última se encuentra compuesta por dos partes denominadas como P-14-1 y P-14-2; este juego de pelota se esparranca la muralla hacia la Terraza Poniente, y cuenta con un canal de drenaje al extremo norte de P-14-1. Sería excavado en su mayor parte por Gloria Hernández; en esas excavaciones se descubrieran características inusuales en este juego, que son: las estructuras que lo delimitan carecen de graderías en su lado exterior, y tienen su núcleo de mampostería sin revestimiento de toba; la estructura P-14-2, que está separada de P-14-1 por un estrecho pasillo, tiene restos de dos escalones en su lado oriental, y habría sido construida sobre una plataforma más antigua; la cancha de este juego carecía de piso; la presencia de restos de dos tramos de muralla soterrados bajo la cancha; y que a cierta profundidad había cimientos de estructuras (que en principio se consideraron restos de estructuras domésticas anteriores a la cancha, pero Investigaciones posteriores de FUNDAR mostraron que se trata de muros de contención para el relleno que fueron depositados con el fin de nivelar el terreno) anteriores a la construcción de la cancha pero también del mismo período (el posclásico temprano). Por lo anterior, se considera que este juego de pelota estaba en proceso de ser construido cuando sucedió la destrucción de la ciudad, y que para su construcción se desmantelaron estructuras previas (incluyendo tramos de muralla).
Al norte de este juego de pelota, a unos 27.45 metros de su extremo norte, se encuentra la estructura P-12, que habría sido un templo pequeño que fue investigado por Earl Lubensky en la década de 1970; y que consiste en una pequeña plataforma rectangular, que mide 6.17 metros en el lado norte, 6.25 metros en el sur, 8.25 metros por el este, y 8.40 metros por el oeste. Está hecho de mampostería y cuenta con una escalinata con alfardas (que se encuentran revestidas con toba) en su lado poniente. En su superficie, Lubensky encontró 67 fragmentos de navaja prismática de obsidiana, 6 fragmentos de merlones de cerámica, y 51 tiestos (incluyendo un soporte de vasija y un fragmento rojo bruñido de un incensario con forma de cucharra); en su escalinata se encontraron fragmentos de un incensario espigado con forma de reloj de arena, junto con 351 fragmentos de obsidiana (en su mayoría navajas prismáticas) y 82 tiestos.
El 15 de marzo de 2003, los arqueólogos Paul Amaroli y Karen Olsen Bruhns encontraron al surponiente del juego nuevas estructuras; de ellas, tres están ubicadas en este sector (antes de la terraza que limita con la Plaza Sol), una de ellas P-23 ya fue mencionada con respecto a la muralla circundante, siendo las otras dos denominadas como: P-30 y P-31, ambas ubicadas a 7.7 metros de la esquina suroeste de este juego de pelota, y que serían una terraza de nivelación con una plataforma respectivamente (similares a las estructuras domésticas excavadas por Bruhns en los años 1960). P-30 es una línea de piedras grandes con orientación norte-sur (una orientación diferente a la de la mayoría de estructuras del centro monumental); y P-31, una plataforma, ubicada encima de la terraza (formada por P-30), que mide aproximadamente 9 x 4 metros. La ubicación y orientación de estas dos estructuras indicaría que se tratasen de estructuras anteriores a la construcción del juego de pelota poniente.

#### Estructuras de la Plaza Sol
Al este de donde se encuentra el juego de pelota poniente, el recinto amurallado se encuentra dividido por un muro bajo de terraza que genera dos niveles ligeramente diferentes; siendo el nivel alto una amplia plaza, conocida como Plaza Sol, que culmina en el límite este del centro ceremonial (con el segmento de muralla y la alta terraza mencionados anteriormente), y que vendría a ser un recinto sagrado donde, entre otras estructuras, se ubica la pirámide principal.

##### Terrazas, segmentos de murallas y estructuras anexas
Al borde de la terraza que limita esta plaza fue construida la estructura alargada P-11, cerca de donde se encuentra el juego de pelota poniente, esta estructura divide a la terraza en dos segmentos: el segmento sur P-29, y el segmento norte P-38. El segmento norte tiene la apariencia de un muro de contención, que a aproximadamente 75 metros de la muralla norte hace un giro hacia el este; mientras que el segmento sur se presenta como una rampa que se convierte en un área pavimentada, básicamente plana, que se inclina hacia el poniente. 
Hay segmentos de muralla, de construcción menos masiva que la que circunda el recinto, que corren de sur a norte desde la muralla sur al juego de pelota noete, pasando por la pirámide principal y otras estructuras. Al segmento que corre desde la muralla sur a la estructura larga P-8 se le denomina P-44; al que va de ahí a la pirámide principal, P-45; el que se dirige a la estructura larga P-6, como P-51; y al que conduce al juego de pelota norte, como P-50. La construcción de estos segmentos de muralla es de mampostería ordinaria, y su tamaño y apariencia se asemejan a los segmentos de muralla que fueron cubiertos al construir el Juego de Pelota Poniente, por lo que podrían formar parte de una hipotética primera etapa de construcción de murallas; también estos segmentos podrían haber funcionado como muros de contención para relleno qué nivelaban este extremo de la plaza.

##### Pirámide principal (P-7)
La pirámide principal, denominada como P-7, fue investigada por Antonio Sol en la década de 1920. Tiene forma cuadrada, midiendo en su base unos 45 metros en cada lado, y cuenta con una altura de aproximadamente 12 metros.
Está compuesta de 6 terrazas escalonadas, construidas con piedra ordinaria y una argamasa de tierra arcillosa, que tienen taludes inclinados hacia adentro con unos 8 grados o más, y estaban cubiertos de un revestimiento de toba; y tiene 3 escalinatas (en sus lados poniente, norte y sur) con alfardas, siendo la principal la escalinata poniente que es el doble de ancho de las otras dos y que daba acceso a la entrada del templo en la cima. Las escalinatas fueron hechos de bloques de toba colocados sobre un rellena de piedra casi floja con poco tierra, mientras que las alfardas fueron elaboradas como muros paralelos hechos de piedra ordinaria y revestidas con bloques tobas ocupando piedras pómez pequeñas para llenar las juntas parcialmente. A toda la estructura se le aplicaría una capa de estuco de cal (hecho de conchas de mar del género Anadara) que estaría pintada muy probablemente de rojo.
La cima de la pirámide estaría mayormente pavimentada con un piso hecho de bloques de toba colocados sobre andesita con guijarros de pómez en las juntas de los bloques; mientras que otras partes de la cima estarían pavimentadas con bloques de toba colocados sobre una superficie de guijarros de pómez. Sobre la cima habría un templo, que muy probablemente tendría forma de «T», y que tendría muros de tierra apisonada o de adobe (que estarían por lo menos parcialmente pintados de rojo) y un grueso y espeso techo de zacate; como lo evidencia la cantidad considerable de tierra quemada (algunas incluso aún con restos de repello de tierra con pintura roja) descubierta en la cima durante las investigaciones de FUNDAR entre el 2001 y 2002, y que son evidencia del incendio al final de la ocupación del sitio. En el año 2015, durante los trabajos de limpieza para la conservación de la pirámide, se encontraron entre los escombros dejados por las excavaciones de la década de 1920, una piedra de talpetate tallada con forma circular que tiene un anillo con un punto en el centro; este diseño es un emblema Xipe Totec, por lo que muy probablemente el templo de la pirámide estuviese dedicado al culto de esa deidad.
Frente a la escalinata poniente corre un andén que está formada por piedras de tamaño mediano que fueron colocadas con su parte plana arriba utilizando un mortero de tierra arcillosa; y alrededor de la pirámide se encuentra un pavimento de bloques de lava colocadas sobre un piso de piedra pómez.

##### Patios sudestes (P-42) y estructuras cercanas
Al sureste de la pirámide principal se encuentra una estructura extensiva, denominada P-41 y conocida como los patios sudestes, que fue investigada por William Fowler en la década de 1970, y que se interpreta como una posible residencia de élite, quizás para los sacerdotes que servían al templo de la pirámide. En esta edificación Fowler encontró pisos finamente enlosados con toba, gradas, un drenaje, y evidencia de que estaba dividida en cuartos (algunos de los cuales tenían yesos pintados de rojo) y en varios patios y plataformas interiores.
Al norte de los patios sudestes y al oriente de la pirámide se encuentran: la estructura rectangular P-39 (inmediatamente al norte de los patios sudestes), la estructura cuadrada P-40 (a poca distancia al norte de la anterior), y la estructura circular P-41 (pegada a la alta terraza que limita ese centro ceremonial y cerca de la edificación anterior; y que mide aproximadamente 7 metros de diámetro); todas ellas mapeadas por FUNDAR en el año 2011.

##### Estructuras P-9, P-10 y estructuras cercanas
La estructura P-9, ubicada varios metros del segmento norte de la terraza que delimita la plaza, es una plataforma cuadrangular con 4 escalinatas (una a cada lado) con alfardas, sin evidencia de una superestructura en su cima, que probablemente habría sido un adoratorio o plataforma de baile; sería investigada por William Fowler en la década de 1970. Mide 9.52 metros en el lado norte, 9.53 en el este, 9.61 por el sur, y 9.58 por el oeste; y tiene una orientación entre 13.2 y 13.9 del norte geográfico (similar a la mayor parte de la arquitectura monumental de la ciudad, cuyos alineamientos van de 11 a 14 grados). En tiempos de la guerra civil, en la década de 1980, se la utilizó para emplazar una ametralladora en su cima.
La estructura P-10 es una gran plataforma que se encuentra al sur de P-9 y frente a la pirámide principal; que sufriría un fuerte saqueo en la década de 1960, que le dejaría un gran cráter en ella. Cerca de está edificación se encuentra al este la pequeña estructura cuadrada P-36 (conocida desde los primeros mapeos del sitio pero nombrada hasta 2003 por FUNDAR) y al sur la estructura rectangular P-37.

##### Estructuras descubiertas en 2003 (de P-24 a P-27)
Entre las nuevas estructuras descubiertas o nombradas el 15 de marzo de 2003 por Paul Amaroli y Karen Bruhns, 6 estaban en esta plaza, específicamente cerca de la muralla sur y antes del segmento de muralla P-44. Una de ellas es P-29, el segmento sur de la terraza que delimita esta plaza; mientras que las otras su denominación va de P-24 a P-28 (está última se la verá en la siguiente sección).
La estructura P-24 es una plataforma baja, que aparentemente fue dañada en el pasado por actividades agrícolas y en la limpieza de piedras sueltas (quedando bien conservado su lado norte y esquina noroeste), y que mide 4.5 metros en su lado oeste y 4.0 metros en su lado norte, es posible que estuviese unida a la muralla; en cambio, P-25 es una plataforma rectangular que únicamente tiene bien conservado el lado norte y las esquinas noreste y noroeste (midiendo en el lado norte 5.2 metros; en ese lado también hay una muesca de 50 centímetros, esto es una forma típica de la arquitectura del sitio), probablemente estaba conectada con P-24 por un sendero de piedras toscas ahora totalmente destruido, y quizás también estuviera unido a la muralla.
Las estructuras P-26 y P-27 son plataformas adyacentes que podrían representar una sola estructura ya que entre las dos se encuentran los restos de una acera o corredor de tres piedras de ancho y con un pavimento de piedras pequeñas colocadas entre las grandes, P-26 es una plataforma rectangular cuyo lado mejor reservado es el norte que mide 5 metros, y P-27 es una pequeña plataforma rectangular que mide unos 4.4 X 2.0 metros.
Respecto a la función de estas estructuras, por su ubicación cercana a la muralla, las estructuras P-24 y P-25 podrían haber tenido una función defensiva; en cambio P-26 y P-27 se asemajan a las estructuras residenciales invesigadas por Bruhns en los años 1970.

##### Estructura P-28
La estructura P-28, es la más destacada de las estructuras encontradas en 2003, y se trata de una plataforma circular hecha de andesita que habría sido un templo  dedicado a Ehécatl (una advocación de Quetzalcoatl).
Esta estructura consiste en: una base circular ligeramente irregular con un diámetro de aproximadamente de 8.9 metros y una altura variable de entre aproximadamente 34 y 40 centímetros; el lado este de la base circular tiene una brecha y el lado oeste tiene una hilera de 5 piedras grandes (como preparación de la primera grada de una escalinata); frente a la brecha hay una extensión empedrada en forma de abanico que se proyecta 3.78 metros desde el lado este de la plataforma, y que mide 7.66 metros en su punto más ancho; sobre la base circular hay unos segmentos semilunares de muro que están separados del borde de la plataforma por unos 55 a 65 centímetros, tienen un espesor de entre 103 y 110 centímetros aproximadamente, una altura de entre aproximadamente 40 a 60 centímetros, y tenían un relleno parcial de piedras muy grandes colocadas apresuradamente; alrededor de la base circular hay un empedrado que está constituido por elementos tabulares irregulares de lava; y toda la estructura se encuentra sobre una capa prepatorio hecha de piedra pómez (que miden aproximadamente entre 4 a 12 centímetros).
La estructura estaba en proceso de ser construida cuando sucedió la destrucción de la ciudad, como lo evidencia la preparación de dos escalinatas (en sus lados oriente y poniente respectivamente) que no fueron construidas, que los muros nunca recibieron un acabado fino, y que el relleno al interior de los muros está muy incompleto; siendo por ende, después del juego de pelota poniente, la segunda estructura con evidencia de construcción suspendida.
Entre los pocos objetos culturales que se encontraron estaban: fragmentos de botellas con forma de Tláloc, una pata de escultura de felino, fragmentos de hueso calcinado (probablemente de algún mamífero), y 2 puntas bifaciales grandes (una de obsidiana y otra de silicato) que podrían ser evidencia del conflicto que destruyó la ciudad.

### Centro Ceremonial Oriente
En el Centro Ceremonial Oriente se ubican la acrópolis (sobre la que se encontraba el palacio de los gobernantes junto con otras edificaciones anexas) y otras estructuras alrededor de ella que en su mayoría todavía no han sido investigadas, y que pueden incluir construcciones ceremoniales o casas de la nobleza. Desde el año 2011, sus estructuras son denominadas con el prefijo «Q» o «U».
Entre la acrópolis y el Centro Ceremonial Poniente se encuentra la plaza Gálvez, un área nivelada de forma casi rectangular que varía de 80 a 150 metros de ancho; y que está de limitada por: al oeste por la alta terraza donde culmina el Centro Ceremonial Poniente, al este por la primera terraza de la acrópolis, al norte en una terraza definida por un muro de piedra (hoy denominado Q-39), y al sur por una parte del largo muro denominado Q-24. En esta plaza, originalmente había un número desconocido de plataformas bajas que fueron arrasadas por un tractor en 1977 para hacer uso de la zona para agricultura con arado; de esas plataformas sólo sobrevive una de las mayores (Q-12) y los restos de una pequeña (Q-13), ambas ubicadas al extremo sur de la plaza.

#### Acrópolis
La acrópolis es una loma natural que fue modificada como una inmensa plataforma terraceada. Si bien ya había sido inspeccionada parcialmente por Stanley Boggs en 1954 y mapeada preliminarmente por Charles Cecil entre 1975 y 1977, sería hasta 2004 cuando se realizarían excavaciones de sondeo qué serían llevadas a cabo por arqueólogos de FUNDAR.
Además del tecpán o palacio de los señores (cuya denominación es Q-1), otras estructuras a destacar de la acrópolis son: una serie de terrazas al poniente (denominadas en conjunto como Q-2) junto con un "Gran Salón" (que corresponde a la planta baja del complejo del palacio), dos palacetes (Q-3 y Q-7; que son posibles estructuras de múltiples habitaciones, que podrían ser residencias de la nobleza subsidiaria), pirámides (Q-9 y Q-10), estructuras largas periférica (Q-6, Q-11, Q-17 y Q-23), y una plaza con tres pequeñas estructuras de función religiosa (Q-14, Q-15, y Q-16).

##### Terrazas
Entre los años 2008 y 2009, los arqueólogos de FUNDAR realizarían excavaciones al poniente de la acrópolis descubriendo 5 terrazas consecutivas; de ellas, son las primeras 4 (contando de abajo hacia arriba) las que en conjunto son denominadas como Q-2, mientras que la restante sostiene las estructuras de ese lado.
La primera y más baja terraza, que delimitaba la plaza Gálvez, fue casi destruida por el tractor que destruyó la mayoría de estructuras de esa plaza, y por sus restos parece haber sido baja (de aproximadamente 10 centímetros de altura) y contaba con borde de piedras pero no estaba pavimentada. La segunda terraza también era baja y hecha de tierra, y medía unos 30 metros de largo; en ella se encontraron tiestos menudos y piedras rodadas del colapso de las estructuras en la cima de la acrópolis durante la destrucción de la ciudad, y una punta bifacial de material criptocristalino. La tercera terraza está pavimentada con piedras que quizás serían la capa base para un piso de barro; y en ella se encontraron una línea de fragmentos (en pedazos relativamente grandes) de incensarios, cántaros, cuencos y otros materiales, y una efigie de Tláloc (la primera figura de esa deidad, que no es una botella, encontrada por arqueólogos en El Salvador) entera pero con daños menores, que probablemente fueron colocados a lo largo del borde de esa terraza para un ritual cuando la ciudad fue destruida. 
En un nivel superior hacia el este se encuentra la cuarta terraza  que está en gran parte pavimentada con lajas de talpetate; al extremo sur de ella se encuentra una plataforma baja (de pisos de talpetate y talpuja; que probablemente era un altar) sobre la que descansan las alfardas de una escalinata pequeña que conduce a la quinta terraza, que sostiene estructuras y plataformas (incluyendo el "Gran Salón" a cuya entrada llega esa escalinata). Un poco al sur de esa escalinata pequeña y de esa terraza, se encontraba una escalinata más amplia (la escalinata principal), de unos 25 metros de largo, que daría acceso a los pequeños cuartos en la quinta terraza.

##### Palacio real (Q-1)

###### El "Gran Salón" o "Gran Sala"
La estructura a la que se le ha denominado como el "Gran Salón" o la "Gran Sala", consiste en un espacio rectangular que mide 8 x 36 metros (abarcando un área de 288 metros cuadrados). Como se mencionó en un principio, corresponde a la planta baja del tecpán o palacio real (siendo el primero de los tres niveles que lo conforman); y fue nombrado de esa forma debido a su semejanza con los grandes a salones de los palacios del centro de México (como la Gran Sala del palacio de Xicoténcatl en Tizatlan, Señorío de Tlaxcala; que fue descrito por los españoles con un área de unos 450 metros cuadrados, siendo por tanto un 30% mayor que esta Gran Sala).
Las paredes perímetrales de esta edificación tenían en su base un muro de piedra que probablemente sostenía un muro alto de adobe u otros materiales. Además, esta estructura contaba con: una entrada (ubicada fuera de la pared sur que delimita el área principal de la estructura) hecha en doble ángulo, por lo que tenía una vuelta obligatoria hacia la izquierda para acceder al área principal, quizás para defensa y para privacidad; un piso de materiales variables, incluyendo bloques de talpuja, piedra pómez y algunas “lajas” de talpetate; un posible emplazamiento para una columna cuadrada de madera, ubicado en el centro de la estructura cerca de la pared oeste (es posible que existiesen otras columnas de madera que no hayan dejado evidencia arqueológica); dos drenajes, uno en la pared oeste cerca de la entrada (hecho de laja, talpetate y talpuja), y otro en la pared norte cerca de la esquina norponiente (forrado con laja de talpetate); y un techo plano en forma de azotea (como lo evidencia sus escombros compuestos de elementos de piedra plana y restos de la capa muy deteriorada de estuco).
El borde del techo de esta edificación estaba decorado con almenas huecas grandes (de unos 40 a 45 centímetros de altura) hechos de cerámica con una superficie alisada sin restos de pintura, que tienen forma escalonada coronada por un pico; y que fueron encontradas dispuestas en grupos a lo largo del interior occidental del edificio, algunas aparentemente habrían llegado allí como resultado de una simple caída
desde el techo, mientras que otras estaban agrupadas como si hubieran sido removidas y colocadas deliberadamente en montones para ser quebradas. Asimismo, la parte superior de las paredes externas estarían adornadas de discos de talpuja, que miden aproximadamente entre 67 a 71 centímetros de diámetro y 8 a 10 centímetros de espesor.
Entre la cerámica encontrada en esta "Gran sala" se encuentran: copas y cuencos pintados; huacales de color rojo; algunos huacales muy grandes del grupo cerámico Policromo Banderas; algunas vasijas grandes del grupo cerámico Achiotal Rojo (que posiblemente contenían bebidas); y pocos restos de vasijas domésticas. Asimismo, en el interior del extremo norte, el techo se había colapsado sobre un grupo de elementos rituales que incluían un cáliz de Policromo Banderas y un sahumador. Todo ello parece indicar que esta estructura se la ocupaba para festejos y ceremonias, esto último quizás como parte de las actividades de los festejos.
En la entrada de esta estructura se encontraron restos humanos que consistían en una mandíbula y un húmero mál conservados, que se encontraban sobre una capa de tiestos y suelo, y que probablemente fueron arrastrados desde los escombros erosionados del área central del palacio; la mandíbula pertenecía a un adulto joven (probablemente del sexo masculino), mientras que el húmero estaba muy deteriorado y había perdido sus extremos y es muy difícil saber si pertenece a la misma persona; es muy probable que estos huesos representen a una o quizás dos víctimas del conflicto que destruyó la ciudad.
La pared sur, que delimita el área principal de esta estructura, da a un pequeño patio empedrado, donde se ubica la entrada de la estructura y el drenaje de la pared oeste antes mencionados; contiguo a esa pared, se encuentra una pequeña plataforma y también habría una escalinata para subir al segundo nivel del palacio (el cual se encuentra a mayor altura como lo demuestra el hecho de que el empedrado del muro de la pared este se encuentra 1.14 metros más alto que el piso de esta edificación); esta zona, a su vez conecta con el área donde se encuentran la estructura alargada Q-11, y las pirámides Q-10 y Q-9. Asimismo, la pared norte de la "Gran Sala" da a un pequeño patio o plazoleta, que carece de pavimento u otra preparación del suelo y no tiene indicios de estructuras.

###### Área central del palacio real
Encima de la "Gran Sala" se encontraría el acceso a los cuartos del segundo y tercer nivel del palacio; y cercano a ellos se encuentran las estructuras Q-3 (que se encuentra al norte de la mitad sur del palacio y en la misma altura del segundo nivel) y Q-7 (al oriente del palacio en la misma altura el tercer nivel), que como se dijo en un principio son posibles estructuras de múltiples habitaciones que podrían ser residencias de la nobleza subsidiaria. Toda esta zona estaría rodeada de terrazas, cuyos restos visibles son denominados Q-4 (ubicado frente a Q-3), Q-5 (detrás de Q-3), y Q-8 (al lado sur del extremo norte de Q-7).
Los muros de tanto el segundo y el tercer nivel estarían hechos de forma similar a los de la "Gran Sala", compuestos de un murito de piedra rellenado con tierra que sostenía un muro alto de adobe; ambos niveles habrían tenido un techo en forma de azotea decorado con almenas, y discos de talpuja que habrían estado en la parte superior de los muros (tal y como en el "Gran Salón"). Por otro lado, los cuartos del segundo nivel se encontrarían divididos por la escalinata que conduce al tercer nivel (teniendo una distribución de cuartos que se asemeja a los del palacio de Moctezuma Xocoyotzin, tal y como lo muestra una imagen del Códice de Mendoza).
El tercer nivel del palacio, es el más estudiado de los dos que conforman el área central, y también es donde se realizaron las primeras excavaciones en el año 2004. Dichas excavaciones descubrieron, en ese nivel, los restos de lo que sería: el patio central, una gran cámara de construcción suntuosa (ubicada inmediatamente al poniente del patio y que incluye columnas de tierras y un impluvio), y un cuarto en la parte suroriente que podría haber sido utilizado por las mujeres del palacio.
El patio tiene un piso cubierto con guijarros de piedras pómez, que en general es burdo en comparación a los pavimentos interiores, y cuyos guijarros tienen en su mayoría los rostros artificialmente aplanado; su perímetro se encontraba delimitado por un murito hecho de piedras andesitas no modificadas que forman su exterior e interior (encerrando un relleno de tierra). En dicho patio, se encontró un incensario del grupo cerámico Las Lajas fragmentado, y pocos escombros de techo.
La gran cámara se extiende hacia el poniente por 12 metros entre el muro del patio y la escalinata, y al excavarlo estaba completamente cubierto de escombros de techos. La mayor parte de esta área está cubierta con un piso, hecho muy finamente hecho de guijarros de piedra pómez (que han sido modificadas con rostros planos), que se inclina ligeramente bajando hacia el oeste; a excepción de la base del muro que delimita el patio (que tiene una línea elevada de bloques de talpuja) y los bordes del impluvio (que tiene bloques de talpuja). En total las excavaciones en esta zona encontraron 5 columnas de tierra erosionadas que tienen un diámetro de entre 102 y 106 centímetros; de las cuales cuatro estaban dispuestas en dos pares flanqueando los lados este y oeste del impluvio (separadas por una distancia de 3 a 3.5 metros entre las columnas de cada par, y cerca de 8 metros entre los dos pares), por lo que es posible que igual estuviese en los lados norte y sur (donde se descubrió una columna cerca de una pequeña porción de un muro que podría representar una división entre los espacios interior y exterior) que en su mayoría estaban fuera de la zona de esas excavaciones; cada una de las columnas estaba estrechamente rodeada por el piso de piedra pómez, con un primer anillo de
pómez evidente en cada caso, lo que indica que el piso fue construido después que se erigieran las columnas.
El impluvio es un área hundida que mide entre 18 a 23 centímetros más bajo que el pavimento general de la gran cámara, cuyo piso está cuidadosamente pavimentado con piedra pómez (con rostros planos), y que tiene un pequeño parche de enlucido pulido
de cal que indica que muy probablemente todos los pisos de esta área estaban cubiertos de ese material; en su lado poniente hay un drenaje que está a una altura ligeramente menor, y que desemboca en la base de la escalinata sobre un área plana (flanqueado en su lado poniente por un muro de casi la misma altura de la escalinata, y que tiene restos erosionados de un piso de talpuja) que esta cubierta en su mayor parte con un enlucido fino de cal pintada de rojo. El piso general de esta gran cámara termina con una línea de bloques de talpuja y una grada
pequeña del mismo material que conduce a la escalinata, que contaba con un núcleo de piedras mayormente de canto rodado que probablemente estaba revestido de bloques de talpuja.
En la parte sur oriente de este tercer nivel, como se mencionó anteriormente, se descubrió lo que podría haber sido un cuarto utilizado por las mujeres del palacio. Esta fue la primera zona excavada en 2004, y en ella se encontó parte de los cimientos del muro este que delimitaba el palacio, y que esta cubierto con piedras pómez pequeñas sin modificación. Toda la zona al oeste de ese muro estaba lleno de extensivos escombros de techo; bajo los cuales, pegado al muro se encontró una gran banca con un talud inclinado en su lado oeste, que fue construida con un núcleo de piedras de canto rodado y revestida con lajas de talpetate. Desde la base de la banca se extiende un pavimento finamente construido, hecho de grandes losas de talpuja y talpetate con piedra pómez entre las juntas; algunas partes del pavimento tienen tienen restos de enlucido con cal, lo cual indica que todo el pavimento (y probablemente también la banca con su talud) tuvieron esa cobertura. Al sur de la banca habría un pasillo; hacia el oeste de la banca se encontró un muro (que va de este a oeste, y que está hecho de bloques de toba) junto con una banca (orientado de norte a sur, hecha de toba y piedras de andesita) que al excavar a más profundidad se descubrió un piso de lajas de talpetate con los restos de una vasija cerámica grande quebrada encima. Más al oeste, frente a la punta del muro este-oeste se descubrió un círculo casi perfecto (que sería la huella de una columna) con un diámetro de 1.18 metros y un borde con anillos circundante de pequeñas piedras pómez, en cuyo interior se encontró un según piso hecho de talpuja que indica que el palacio tuvo al menos dos etapas de construcción. En esta zona, mezclado con los escombros de techo, se encontraron: tiestos de incensarios espigados y de efigie; 
fragmentos de una figurilla con ruedas; tiestos relativamente grandes de vasijas domésticas; algunos fragmentos de los grupos cerámicos Policromo Banderas y
Policromo Acelhuate Geométrico; un fragmento de cerámica Plomiza Tohil; y una abundancia relativa de malacates, que es la razón por que se considera que esta sería un área utilizada por las mujeres del palacio. 
El área exterior inmediata al muro que delimita el lado oriental del palacio cuenta con un piso de un empedrado sencillo hecho con piedras de andesita sin modificación. En esta área se encontró: una brecha de forma más o menos cuadrada, donde solo se encontró el subsuelo típico de la ciudad; una plataforma rectangular baja, de aproximadamente 25 a 30 centímetros, revestida con
guijarros de pómez en su mayoría modificados con una superficie plana y que también tiene bloques de talpuja en su extremo norte; una zanja que corre de norte a sur a lo lago de la base del muro, y que contenía una gran cantidad de cerámica doméstica quebrada (por la que los arqueólogos de esa excavación la apodaron como "la despensa"). Debido a estos hallazgos, se considera que esta área, entre el palacio y la estructura Q-7, sería de construcción menos formal y de actividades posiblemente relacionadas con los servicios cotiadianos del palacio, por lo que en ella podrían encontrarse cocinas, áreas de almacenamiento y los domicilios de los trabajadores.

##### Estructura Q-14 (antes O-4)
Las primeras investigaciones en el área, llevadas a cabo por Stanley Boggs, se centraron en una pequeña estructura rectangular que fue denominada O-4 (desde el año 2011 sería Q-14; que junto con Q-15 y Q-16 forman una plaza que tendría función religiosa), que mide 8 metros de norte sur y 4.5 metros de este a oeste, alcanzando una altura no mayor de 1.5 metros, y que tiene una corta escalinata en su lado poniente y una plataformita muy baja y rectangular (posiblemente un altar) en su lado oriente.
En esta edificación, en 1954 y luego en 1965, adjunto a la base occidental de la estructura, Boggs encontraría un depósito que se extendía en un área ovalada de unos 54 metros cuadrados y que contenía varios restos culturales (que serían más de 500 libras en 1954 y un cuarto de tonelada en 1965 según Boggs), entre los que estaban: figurillas de perros con ruedas (incluyendo una casi completa), incensarios gigantes (pertenecientes al grupo cerámico Las Lajas Ceremonial; que tienen una altura máxima de más de 1.50 metros y un diámetro de más de 1 metro; y que cuentan con forma de reloj de arena o bicónicas), botellas en forma de Tláloc, pequeñas efigies de jaguares sentados, un pito-flauta con cuerpo cilíndrico, entre otras.
Asimismo, en 1965, a unos 1.15 metros abajo de la escalinata, Boggs descubriría un entierro que contenía los restos de una mujer joven (puesta en posición doblada, sentada, con la cara hacia el oeste, que tenían un golpe severo en la sien derecha) junto con un perro y 70 copas miniaturas; Boggs interpretaría dicho entierro como un sacrificio realizado por algún significado ritual del edificio, y que las figurillas de perro con ruedas (así como algunas vasijas de carácter votivo) estarían asociadas a esta u otra ceremonia religiosa y por ende serían objetos puramente rituales y no juguetes.

#### Estructuras al norte y este de los límites de la acrópolis
Al norte de la terraza definida por un muro de piedra que delimita la plaza Gálvez (Q-39) y hacia el norte y este de la acrópolis se encuentran varias terrazas y grandes plataformas que colindan con el área residencial. Las estructuras de esta zona reciben denominaciones que van de Q-18 a Q-22 y de Q-27 a Q-106. 

##### Estructura Q-40
La estructura Q-40 se encuentra al noroeste de la acrópolis, inmediatamente al norte de la estructura Q-39 y cercana a la estructura Q-41. Consiste en una plataforma con forma de T (siendo la cuarta con esa forma encontrada en el sitio) que tiene una larga escalinata con alfardas en su lado oeste y que está orientada al acimut geográfico de 11.2º. 
Los lados de la plataforma estaban revestidos de bloques de talpuja, y en su base hay una estrecha acera construida con una variedad de materiales que van variando a lo largo de sus tramos (incluyendo lajas, talpetate y talpuja). La escalinata tenía dos alfardas en sus extremos y una posible tercera alfarda fuera de centro y más cercano a la alfarda sur; además de que presentaba dos etapas de construcción (la primera tenía sus gradas revestidas de lajas de talpetate, y la segunda fue forrada con bloques de frágil talpuja) y en ella, en su parte norte, se encontraron fragmentos de al menos dos incensarios grandes y parte de un cuenco y otros fragmentos.
En el límite superior de las gradas, se observan dos pisos que corresponden cada uno a una etapa diferente previa de la construcción, que están separados entre sí por menos de 20 centímetros en el sentido vertical, y que están construidos con piedra andesítica-basáltica no modificada. Sobre el piso de la primera etapa se había colocado, para rellenar la segunda etapa, un vaso cilíndrico en mal estado que probablemente contenía una ofrenda (este tenía su parte superior estaba fragmentado y solo contenía 6 piedritas no modificadas en su fondo. Ambos pisos serían cubiertos con pisos cuidadosamente construidos con piedras pómez de rostro aplanado, que en algunos puntos conservaban evidencia de habían estado cubiertos por un repello de cal.
Gran parte de la cima de la estructura estaba cubierta por pisos de pómez; además de ello, la cima se encontraba rodeada por un tapial, que en parte estaba construido de ladrillos de adobe, pero que en algunas porciones incorporaba bloques de talpuja y piedras irregulares andesíticas-basálticas. En el centro, integrandose con el tapial, se encontraban pilastras de adobe que sostenían un techo de paja sobre un recinto central, cuyo acceso era por una ancha y baja grada construida con bloques de talpuja; las posiciones de las pilastras son un poco asimétricas; y había paredes de bahareque que corrían entre las pilastras, las que con la quema del techo, quedarían en parte quemadas, lo que resultaría en la deposición de una gruesa capa de elementos de madera quemada del techo que después sería cubierta por una capa de fragmentos de bahareque quemado, a lo cual se le haría un análisis de radiocarbono cuya datación dio como resultado más probable el rango de 1160 a 1220 d. C. (con intercepto en 1170 d. C.) que sería la fecha en que la ciudad fue destruida.
La estructura tendría unas tres etapas de construcción. En la primera, se definiría la forma de la plataforma y el templo en su cima; en la segunda, se haría una muy ligera ampliación de la edificación, ocupando en algunos lugares (como en la escalinata) materiales distintos; finalmente en la tercera, se buscaría unir esta estructura con la vecina Q-41 para formar una estructura combinada o compuesta, como parece sugerirlo las rocas encontradas en la parte trasera de la plataforma, que consisten en rocas agregadas después de la terminación de la pared posterior (incluso después de la construcción de una angosta acera de 15cm aproximadamente).
Entre los hallazgos encontrados en esta esta estructura están: un fragmento de Xipe, en el relleno de piedra que sería conexión con Q-41; fragmentos de por lo menos 2 sahumadores, enfrente y a cada extremo de la escalnata; fragmentos de al menos dos incensarios grandes con espigas del grupo cerámico Las Lajas Ceremonial, que estaban dispersos frente a la estructura y la escalinata; un cuenco del grupo cerámico Suchitlán, encontrado al pie de la escalinata; un plato polícromo quebrado y otros tiestos de cerámica; así como bifaces y una navaja prismática de obsidiana. Sin embargo, el hallazgo más significativo es el de 18 vasijas de efigies fitomorfas (elaboradaa en cerámica, de cuerpo globular y con restos de espiga) y algunas de sus bases, que habrían estado como almenas sobre el tapial; debido a estas vasijas, se considera que esta estructura funcionaba como una casa de memoria de orígenes de las élites de la ciudad, con lo que dichas vasijas vendrían a ser representaciones de los cactus de los desiertos al norte de Mesoamérica (región conocida como la Gran Chichimeca).

#### Estructuras al sur de los límites de la acrópolis
En 1976, en un mapeo realizado al sur de la acrópolis, Karen Olsen Bruhns y Charles Cecil descubrieron un largo muro bajo de piedra, que denominaron SS-78, hoy Q-24 y Q-25); al sur del cual encontraron varias estructuras que serían parte de esta zona, y que designaron con designaciones que van de SS-70 a SS-71 y de SS-73 a SS-77 (ahora nombradas Q-26 y de U-1 a U-10).
De estas edificaciones, se considera que las estructuras SS-71, SS-73 y SS-75 (hoy U-2, U-1, y U-3 respectivamente) serían pirámides debido a su forma y a su altura, aunque no se logró encontrar restos de una superestructura en su cima en el reconocimiento superficial realizado ese año; siendo la más grande U-3, que posiblemente tuviese una escalinata en su lado norte en dirección al centro de la acrópolis. Estas estructuras cuentan con una construcción de mampostería en una matriz espesa de barro; y tanto U-1 como quizás también U-3 tuvieron un revestimiento de lajas.

## Estructuras del área residencial
En el área residencial pueden identificarse barrios que rodean el centro de la urbe; habiendo en total unos siete barrios identificados, y probablemente haya otros más. Cada uno de los cuales tenía sus propios edificios ceremoniales. En dichos barrios, las estructuras residenciales se encuentran dispuestas en grupos irregulares alrededor de pequeños patios o en fila sobre terrazas, encontrándose dichos grupos muy cercanos entre sí; dentro de estos grupos habría varias casas, así como estructuras auxiliares tales como bodegas, cocina etc. La poca disposición formal aparente de las estructuras residenciales y las regularidades de su disposición probablemente estarían impuestas por la topografía y, tal vez, por la unidad de parentesco.
La mayoría de las casas se levantaron sobre una plataforma baja (con una altura promedio de 18 centímetros), mientras que muchas estructuras auxiliares eran construidas sobre el suelo. La plataforma de las residencias eran construidas disponiendo una fila sencilla o doble de rocas medianas o grandes en un rectángulo; las rocas eran estabilizadas con mortero de barro y el rectángulo era rellenado con piedras sueltas y tierra hasta casi la orilla de
la línea de piedras grandes. Sobre ello se construía el piso, con un pavimento de piedras del tamaño de un puño que eran colocadas apretadamente con un mortero de barro, colocando como capa final de barro duro sobre las piedras. El piso de las estructuras suele ser estéril, lo que indica que el área del sitio estaba en gran parte desocupado antes de la fundación de la ciudad posclásico. 
Las casas situadas encima de las plataformas tenían muros bajos de piedra, adobe o bahareque de
no más de un metro de altura (cuyas paredes en su exterior estaban pintadas de rojo o cubiertas con un repello fino de arcilla), por lo que originalmente las casas debían tener un tejado de paja muy inclinado (similar a las casas tradicionales de El Salvador). La características de los pisos y muros de las residencias del sitio se conocen gracias a las casas que resultaron muy quemadas por la destrucción final de la ciudad, lo que provocó que conservaran restos de esas zonas debido a que estos se cocieron en cerámica.
El tamaño del sitio y su densidad de ocupación muestran que era una verdadera concentración urbana, en la que probablemente los agricultores se trasladan a sus campos a unos kilómetros de distancia. Asimismo, las estructuras domésticas (tanto viviendas como estructuras auxiliares) conservan evidencia de otras actividades, como: actividades rituales (por la presencia de incensarios y figurillas), trabajo en obsidiana y otras piedras, almacenamiento, tejido, preparación de comida, y elaboración de bebidas alcohólicas; además de las cuales habría otras que no han dejado constancia en el registro arqueológico.
La evidencia disponible con respecto a las unidades domésticas, al compararla con sitios de períodos precedentes (como el sitio maya de Joya de Ceren), muestra que no hubo cambios significativos en temas de etnicidad de la población; ya que con sus templos de “barrio” y su ausencia general de cualquier patrón reconocible de distribución formal, no imitan las características arquitectónicas del centro de México (como si lo hace el centro de la ciudad), sino que más bien sigue el tipo de
planificación que era típica de las comunidades mayas precedentes del área.

### Reconocimiento y mapeo de la zona al norte, sur y este del centro monumental en 1975 y 1977
En 1975 Karen Olsen Bruhns y Charles Cecil, como parte del Proyecto Cihuatán de arqueología de asentamientos (dirigido por Bruhns, y patrocinado por la Universidad Estatal de San Francisco), hicieron un breve reconocimiento del área inmediata al norte del centro monumental, donde encontraron abundantes restos de construcciones ceremoniales y domésticas; entre las cuales había muros de retencion, pequeñas presas para evitar la erosión, montículos rectangulares de varias dimensiones, y concentraciones de piedras y basura de poca altura 
que parecían ser restos de plataformas de casas; habiendo abundantes vestigios arqueológicos hasta las barrancas y cauce del río Acelhuate, que se distribuyen casi ininterrumpidamente. Debido a que la zona estaba sembrada de arroz y caña, no se pudo realizar un reconocimiento completo.
Bruhns y Cecil, ese mismo año de 1975, llevarían a cabo un mapeo de 28 hectáreas al sur del centro monumental de la ciudad (hoy dentro del parque arqueológico), que les permitió levantar un plano preliminar de los restos arqueológicos; llegando hasta el río Acelhuate como límite oriental del mapeo. Estas estructuras fueron denominadas con el prefijo «SS» seguido de un número consecutivo, que era la nomenclatura indicada por la entonces Administración del Patrimonio Cultural (desde el 2011, a estas estructuras les corresponderían los prefijos «P», «Q», «T», y «U»); contabilizando unas 181 rasgos estructurales. En esta zona se encuentran abundantes restos de estructuras domésticas, muros de contención, presas pequeñas y montículos bajos de forma rectangular (siendo SS-18, el único montículo alto de esta zona). También en esta zona se encontraron: pavimentos (de lajas o piedras labradas) en algunas estructuras; una estructura (probablemente un templo) con forma de T, denominado SS-72; y un grupo de montículos largos y bajos (denominados de SS-44 a SS-47) que se asemejan a un grupo largo en forma de U (abriéndose hacia el poniente; siendo el área entre los montículos muy plana, como si hubiese sido nivelada) que se consideró que podría ser un juego de pelota. Estas últimas estructuras estaban al borde de un área casi ovalada (de aproximadamente 8 hectáreas, en un terreno razonablemente plano), que corre al sur y surponiente del Centro Ceremonial Poniente, y donde se encontraron más de 100 construcciones (con una densidad de cerca de 12 estructuras por hectárea), muchas de ellas pequeñas (de 1 a 2 metros), estando las edificaciones más grandes intercaladas con las más pequeñas (lo que sugiere que las casas podían haber tenido múltiples estructuras de almacenamiento o de otras funciones; aunque es difícil identificar grupos planeados o la respectiva función de las construcciones)
En 1977, Cecil continuaría el mapeo, extendiendolo hacia el este del Centro Ceremonial Poniente (incluyendo también algunas estructuras del Centro Ceremonial Oriente, que había sido poco investigado en ese entonces), por lo que el área mapeada abarcaría la extensión actual del parque arqueológico. A estas estructuras que Cecil agregaría al mapeo, se las denominaría con un prefijo descriptivo o interpretativo (ejemplo: «W», "wall" 'muro'; «HP», "house plataform" 'plataforma de casa'; etc); con lo cual se nombró a más de 879 construcciones. Debido a que en esta zona el terreno se hace más accidentado, especialmente en la ladera que da al Acelhuate, el número de muros de contención aumenta dramáticamente, habiendo en una parte hasta 86 muros, encontrándose las plataformas de las casas sobre terrazas a lo largo de la escarpada.
En total el mapeo de 1975 y 1977 contabilizó más de 1060 rasgos estructurales (entre plataformas, terrazas, montículo, y muros), entre las cuales habría unas 322 o 330 que serían plataformas de casas, montículos o plataformas (sin incluir aquellas que pertenecerían al Centro Ceremonial Oriente).

### Grupos de Plazuela y NW1-NW3
Estos complejos habitacionales fueron investigados y descritos por Karen Bruhns a fines de la década de 1970. El Grupo de Plazuela se encuentra ubicado a unos 150 a 275 metros al sureste del Centro Ceremonial Poniente (estando entre las estructuras que fueron mapeadas por Bruhns y Cecil en 1975); mientras que el Grupo NW1-NW3 (que desde el 2011 les correspondería el prefijos «O») está situado en una terraza de unos 34 metros de largo, situada al borde de una pendiente empinada en el occidente de la Loma de Cihuatan, a unos 250 metros al oeste de la Terraza Poniente e inmediatamente al norte del camino de entrada al parque arqueológico.
El Grupo de Plazuela consistía en varias estructuras rectangulares colocadas sobre plataformas, de las cuales se investigaron 5 (denominadas en la excavación como SS-118, SS-50, SS-53, SS-49, y SS-54; todas ellas conformando un núcleo alrededor de un patio a excepción de SS-118); de ellas destacaba la ubicada encima de la plataforma más alta (SS-49), que se encontraba al norte del grupo con una plazuela dividida por una pared baja de piedra en su lado sur, y que probablemente habría tenido una función ceremonial y pudiera haber sostenido un templo familiar o altar; otra estructura inusual asociada era un “altar” de
piedras burdamente formadas (denominada SS-53a); mientras que las estructuras que serían casas eran de construcción
estándar y contenían evidencia de actividades domésticas, y de
manufactura de artefactos de obsidiana.
En el grupo NW1-NW3 se investigaron seis estructuras parcial o totalmente, que en su mayoría no eran visibles a simple vista debido a que no estaban sobre una plataforma sino en un área plana formada por la terraza; estas edificaciones consistían en dos estructuras grandes (del tamaño usual para una casa tradicional) y dos estructuras pequeñas con patios asociados, y otras dos estructuras grandes al este de la terraza. Las dos estructuras pequeñas (denominadas estructura 2 y estructura 4) habrían servido para el almacenamiento de elementos perecederos (como podría ser maíz); mientras que las otras edificaciones más grandes se usarían para dormir, el almacenamiento u otras actividades; mientras que en los patios se encontraron evidencias de hilado y fabricación de herramientas de obsidiana, así como ollas de cocina y otras vasijas de cerámica. Los hallazgos en el área muestran que muchas de las actividades, incluyendo el hilado, la preparación de la comida, y quizás también el trabajo de obsidiana, se llevaban a cabo en los patios o en porches abiertos; asimismo, está área mostraba la rapidez del incendio y abandono de la ciudad, al encontrarse in situ platos, herramientas y otros artefactos sobre los pisos. Por otro lado, también a fines de la década de 1970, William Fowler mapearía un grupo de estructuras, ubicado cuesta abajo desde el grupo NWl-NW3, y que consiste en una plataforma grande de casa y cinco montículos más pequeños de función desconocida.

### Estructuras en la loma San Dieguito
En el año de 1979, la doctora Jane Holden Kelley de la Universidad de Calgary (Canadá) llevó a cabo un proyecto de investigación arqueológica en la zona de la loma San Dieguito, una loma pequeña que tiene una extensión de pendientes suaves de aproximadamente 7.5 hectáreas, y cuyo punto más alto se encuentra a unos 800 metros hacia el noreste de la pirámide principal de la ciudad. En esta área, en total se lograrían identicar 146 rasgos estructurales, incluyendo plataformas y alineamientos de piedra, qué fueron denominados con un prefijo numérico (12 o 15) seguido por un número consecutivo (desde el 2011, a estas estructuras les corresponderían los prefijos «L», y «M»); de esas edificaciones, se investigarían 4 que serían las estructuras 15-1, 15-2, 12-51, y 12-1 (teniendo las primeras tres funciones domésticas, y la última función ceremonial).
Las estructuras 15-1 y 15-2 se encontraban adyacentes (pero se desconoce si tenían alguna relación), la primera estaba en la parte más pronunciada de una pendiente y la segunda en una parte más suave, debido a lo cual tenían diferencias circunstanciales; así, por un lado la estructura 15-1 era una plataforma baja hecha de adoquines y relleno; mientras que la estructura 15-2 estaba hecha usando una técnica de corte o corte y relleno en la que parte de la estructura estaba cortada en la colina y el piso puesto sobre la superficie natural, sin que se hiciese ningún tipo de esfuerzo para nivelar el terreno. En cambio la estructura 12-51, estaba ubicada por las faldas de la loma, sobre una saliente en forma de dedo con vista al pantano que separa a San Dieguito de la parte principal del sitio; y fue construida nivelando dicha saliente. Estas edificaciones tenían superestructuras hechas de material perecedero (probablemente bahareque), y la estructura 15-2 tenía alineaciones rocosas bajas que delineaban las paredes y dos áreas a lo largo de la pared sur contenían pequeñas piedras entre adoquines más grandes de función desconocida; debido a que no se encontraron evidencia de fuego en ninguna de ellas, se considera que probablemente la cocina y demás actividades que requiriesen fuego serían realizadas afuera. Muy probablemente estas estructuras tuvieran porches, cortavientos y posiblemente otros
complementos estructurales; la estructura 15-1 tenía una
porche exterior o cortavientos en el lado norte; la estructura 15-2 contaba con una extensión del muro norte hacia el oeste de la estructura (lo que sugiere una entrada protegida); y en la estructura 12-51, si bien la evidencia es menos clara, sus indicios superficiales sugieren la continuación de componentes estructurales a lo largo del margen norte.
La estructura 12-1 es una plataforma en forma de T, que había sufrido algunos daños por el arado; que contaba con una construcción de estilo talud-tablero, y una escalinata con amplios escalones orientados al sursureste; y que en tamaño y forma es idéntico a P-2 (que también tiene forma de T y que está ubicado en el Centro Ceremonial Poniente). El interior de la estructura consistía en toscos muros de canto rodado de unos 140 centímetros de espesor que se apoyaban sobre una antigua superficie de terreno, y que sirvieron de marco para el
relleno de la plataforma (hecho en parte casi de arcilla roja estéril, y en parte tierra negra con abundantes tiestos y obsidiana). El exterior de la plataforma estaría revestido de bloques de talpuja, e igualmente el piso de la cima de la plataforma habría sido de bloques de talpuja. Cerca de una de las esquinas de la edificación se encontró lo que sería un horno, que medía unos 50 centímetros de diámetro en la base, 42 centímetros de altura, y 30 centímetros de diámetro en su rotas abertura superior; estaba hecho de barro o bahareque, y tenía una abertura lateral de unos 10 centímetros de diámetro con una artesa de arcilla que se extendía hacia afuera (a 12 centímetros del horno); y en su interior había más de 2 kilos de carbón y madera parcialmente carbonizada que ocupaban su parte inferior, y sobre dicho carbón había tres piedras; junto al horno se encontró una cerbatana, por lo que se consideró que muy probablemente su función sería la fundición metales para la metalurgia, lo que estaría relacionado con el culto de Xipe Totec. La presencia de esta estructura en forma de T en un barrio mayoritariamente doméstico indica que algunos servicios cívico-religiosos se extendieron a zonas no elitistas.

## Temporalidad e historia
Cihuatán fue un sitio importante que habría dominado gran parte de la zona central y occidental de El Salvador durante el período posclásico temprano (900 a 1200 d. C.). La ciudad sería construida por el 900 o 950 d. C., luego del colapso de los sitios mayas del clásico tardío (600 a 900 d. C.) como San Andrés; y sería construido en un puesto defensivo, muy probablemente como
una respuesta a los agitados tiempos del clásico terminal y el posclásico temprano.
La gente común de la ciudad sería de origen maya local, descendiente de los pobladores de sitios como San Andrés y Joya de Cerén, como se observa en la carencia de evidencia de grandes cambios en las casas y en los artefactos del pueblo común.
La nobleza, en cambio tenía fuertes vínculos con México y probablemente sería de origen nahua (no relacionados con los pipiles del posclásico tardío, 1200 a 1524 d. C.) como lo señala la arquitectura y
cerámica decorada; las cuáles exhiben una estrecha afiliación con los estilos nuevos que se originaron en el centro de México (que eran interpretados y
reinterpretados entre los distintos pueblos mexicanos y mayas desde el Istmo de Tehuantepec hasta el territorio del actual El Salvador), a la vez que la cerámica también manifiesta relaciones con las poblaciones de lo que hoy es Nicaragua y Costa Rica.
A los rasgos culturales de la ciudad y demás sitios subordinados se la denomina como fase Guazapa o fase Cihuatán. Si bien las cerámicas principales de esta fase son mayormente locales, también se tiene la presencia de algunos grupos importados como la cerámica Tohil Plomiza (fabricada presumiblemente en el surponiente de Guatemala) y la cerámica Nicoya polícroma (procedente de Nicaragua y Costa Rica); así como de versiones locales de grupos cerámicos mexicanos como lo son Fondo Sellado, Baño metálico (ambos versiones locales de cerámica procedentes del estado mexicano de Veracruz) y Polícromo banderas (este último es una versión local de la cerámica Mixteca-Puebla, que como su nombre indica procedería del estado mexicano de Puebla).
La cerámica polícromo banderas, es las más sobresaliente de la fase Guazapa o Cihuatán, ha sido encontrada en contextos domésticos y ceremoniales, sobre todo en la acrópolis; su nombre se debe a que varias piezas presentan como decoración una bandera de tres colores (negro, blanco y gris) que sería un emblema importante en la guerra durante el posclásico tardío (y posiblemente desde antes). Este cerámica sería elaborada por artesanos locales, descendientes de los que elaboraron los grupos de cerámica polícroma Copador y Salua en el clásico tardío, ya que tiene un engobe rojo de fondo que suele tener hematita especular (una característica de la cerámica Copador). A diferencia de la cerámica clásica antes mencionada que se presenta como una plétora de cuencos, vasijas zoomorfas y jarrones cilíndricos, el polícromo banderas se presenta en su mayoría como platos individuales para comer y beber, y también como cuencos abocinados con fondo plano a menudo con soportes de trípode (llamados localmente huacales) y copas anulares o con base de pedestal con un cuenco semiesférico (en forma de huevo o con bridas). Además de banderas, esta cerámica también presenta otros motivos bélicos relacionados con la guerra y el sacrificio, como: escudos (chimallis; acompañado a veces con pocas o muchas lanzas, un atlatl o lanzadardos, y/o banderas), calaveras (que suelen tener el cabello dispuesto en forma de una columna, comparable al peinado temillotl de los guerreros aztecas; también hay representaciones del tlapiloni, el tocado que entre los aztecas se otorgaba a los guerreros de alto rango por su valor excepcional en la batalla), cajas torácicas, huesos cruzados, águilas portando espinas de maguey, entre otros, así como motivos de serpientes emplumadas (Quetzalcoatl) y lo que serían representaciones de una deidad con nariz larga quizás la maya Ek Chuah o la nahua Yacatecuhtli (deidades del comercio y los espías). 
Sitios pertenecientes a esta fase, y por ende posiblemente subordinados a este sitio, se encuentran en: los alrededores del lago de Güija (siendo el más destacado Igualtepeque), el valle de Zapotitan (donde destaca Las Marías, que al igual que Cihuatán podría considerarse una ciudad), el valle del río Acelhuate (en las cercanías de Cihuatán, como Carranza que también podría considerarse un suburbio de Cihuatán), el valle del río Lempa (con sitios como Santa María que fue inundado por la represa del Cerrón Grande), los alrededores del volcán Guazapa (donde se encuentran sitios como La Esmeralda, Sitio de Jesús, El Mico, Monte Redondo, Nance Verde, etc) y la región costera (como la isla El Cajete en la Barra de Santiago y Cerro de Ulata en la Costa del Bálsamo). También a esta fase pertenecerían la última ocupación de San Andrés (como sitio residencial) y otros sitios del occidente salvadoreño como el cerro Tegal (en el Parque nacional El Imposible). Todos los sitios propios de esta época, fueron construidos en posiciones defensivas en lugares altos, o al menos adonde se pudiera observar quién se aproximaba, lo que muestra la inestabilidad de la época.
Si bien a los sitios del posclásico temprano se los tiende a considerar toltecas o influenciados por Tula; tanto Cihuatán como los demás sitios de la fase Guazapa, a diferencia de Chalchuapa (y sobre todo Tazumal), no muestran ninguno de los rasgos característicos y propios de Tula, fuera de aquellos que son compartidos prácticamente por todas las poblaciones del posclásico temprano como: una versión local de cerámica rojo sobre bayo (el grupo cerámico Marihua en Cihuatán), cerámica
Plomiza Tohil, incensarios bicónicos, y otros. Igualmente, como se dijo anteriormente, los grupos mexicanos que se habrían asentado en la ciudad, no están relacionados con los pipiles del siguiente período ya que los rasgos arqueológicos del sitio (patrones de asentamiento, esquema de sitios, tipos de edificaciones, tipos de cerámica, etc) difieren por completo de los sitios pipiles. En cambio, la cerámica de la fase Guazapa muestra estrechos vínculos con sitios en Veracruz, la costa del golfo y Puebla, y en especial con Cholula.
La ciudad sería deshabitada entre los años 1150 y 1200 d. C.,  debido a un conflicto de la época, en el cual tanto este sitio como los demás bajo el dominio de Cihuatán serían destruidos y sus estructuras incendiadas y nunca reocupadas; se calcula que muy probablemente el ataque final que destruyó la ciudad ocurriría entre los meses de enero y febrero, en época de temporada seca. Luego del ataque, el valle del río Acelhuate quedaría prácticamente deshabitado durante varias décadas. Aproximadamente al mismo tiempo se daría también la última migración de poblaciones nahuas, los antepasados de los pipiles, así como el comienzo de la formación del Señorío de Cuzcatlán que encontraron los españoles en el siglo XVI; para ese momento la población del valle aparentemente era menos del 10% del número de pobladores en la fase Guazapa.